# 洛雷 (默尔特-摩泽尔省)
洛雷（法語：Lorey，法語發音：[lɔʁɛ]）是法国默尔特-摩泽尔省的一个市镇，位于该省南部，属于吕内维尔区。

## 地理
洛雷（48°29'55"N, 6°18'21"E）面积5.18 平方千米，位于法国大東部大區默尔特-摩泽尔省，该省份为法国东北部内陆省份，是洛林的一部分，北邻比利时、卢森堡，北起顺时针与摩泽尔省、下莱茵省、孚日省和默兹省接壤。
与洛雷接壤的市镇（或旧市镇、城区）包括：巴永、栋塔伊昂莱尔、艾涅维尔、摩泽尔河畔讷维莱、圣马尔。

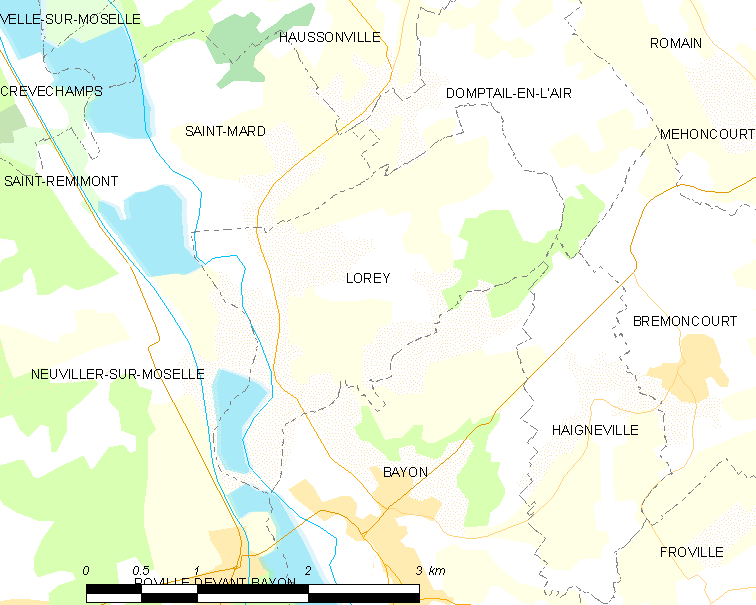
的OSM定位图

洛雷的时区为UTC+01:00、UTC+02:00（夏令时）。

## 行政
洛雷的邮政编码为54290，INSEE市镇编码为54324。

## 政治
洛雷所属的省级选区为吕内维尔第二县。

## 人口

1962-2008年间人口变化图示

洛雷于2022年1月1日时的人口数量为87人。